# Индикатор на лобовом стекле

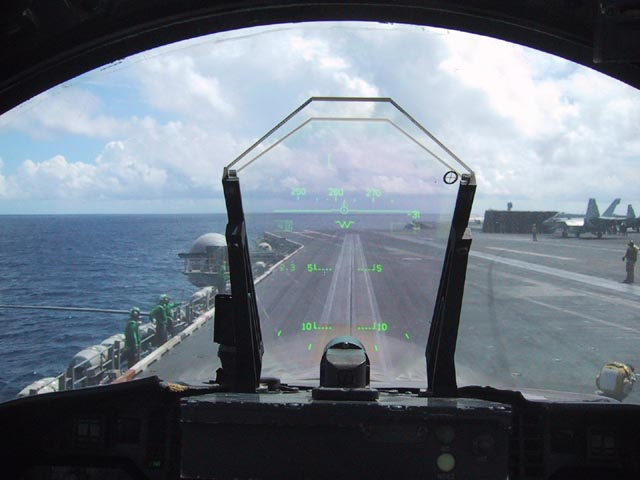
ИЛС в кабине истребителя-бомбардировщика ВМС США F/A-18 Hornet

Индикатор на лобовом стекле (ИЛС; англ. head-up display, HUD) — устройство отображения информации, предназначенное для отображения символьной и графической информации на лобовом стекле, на фоне закабинной обстановки. Применяется в автомобилях и летательных аппаратах (навигационно-пилотажная и специальная информация).
Использование ИЛС позволяет в значительной степени снизить вероятность информационной перегрузки пилота, вынужденного следить одновременно как за окружающим пространством, так и за показаниями многочисленных приборов.
Эта технология, первоначально разработанная исключительно для военной авиации (в первую очередь для реактивных истребителей и вертолётов), в настоящее время находит применение в гражданской авиации и автомобилестроении.

## Устройство
Имеются ИЛС двух типов:

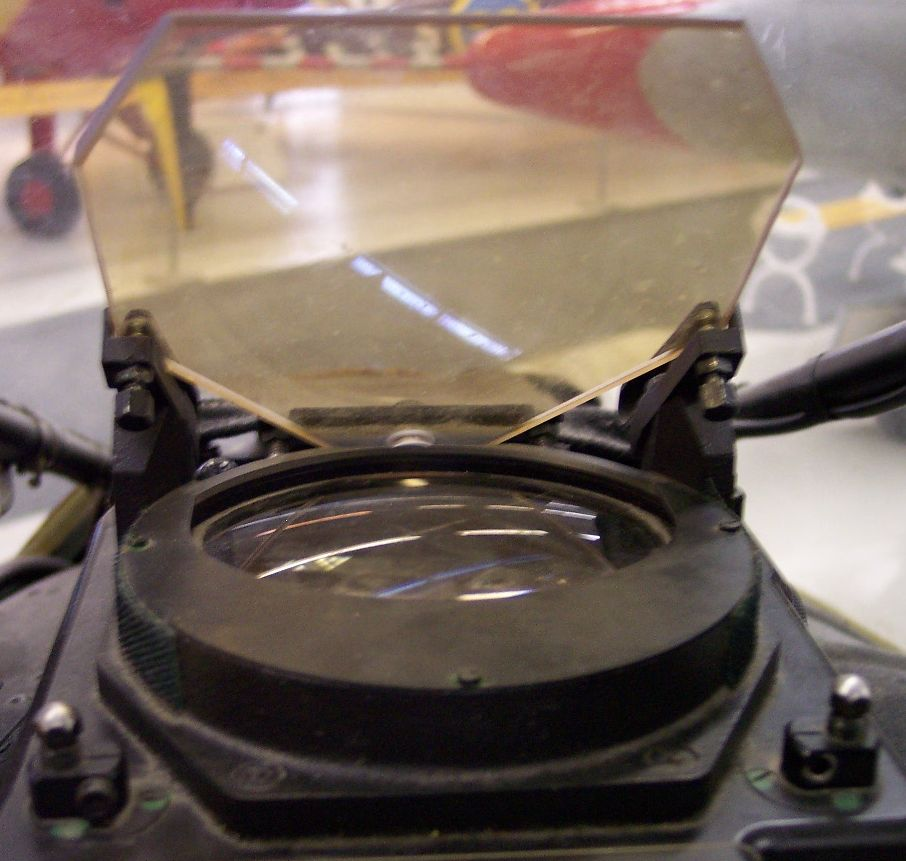
ИЛС истребителя-перехватчика Saab 35 Draken

- Стационарные — состоящие из высокояркостного электронно-лучевого прибора (ЭЛП) и совмещённой с ним оптической системы, проецирующей изображение с экрана ЭЛП в закабинное пространство. Такие системы устанавливаются на большинстве современных военных самолётов, отдельных типах гражданских воздушных судов. Автопроизводители иногда устанавливают устройства подобного типа в некоторые модели автомобилей.
- Нашлемные — в которых экраны с выводящимся на них изображением крепятся к шлему лётчика. Специальная система отслеживает положение его головы и обеспечивает отображение на экранах соответствующей информации. Определение положения головы лётчика, а значит, и угловых координат линии визирования, позволяет осуществлять сопровождение именно той цели, на которую в данный момент обращён его взгляд. ИЛС такого типа бывают как монокулярными (более распространённые), так и бинокулярными.

При разработке систем ИЛС особого внимания требуют следующие факторы:
- поверхность, на которую проецируется изображение, должна быть совершенно прозрачной и не препятствовать обзору;
- формируемое изображение должно быть коллимировано (спроецировано на бесконечность) — в противном случае лётчику придётся постоянно перефокусировать зрение при переключении внимания с объекта в закабинном пространстве на показания ИЛС. Будучи спроецированным в бесконечность, изображение ИЛС видится всегда в фокусе вне зависимости от того, куда смотрит лётчик, и не требует затрат времени на аккомодацию.

### Нашлемный целеуказатель

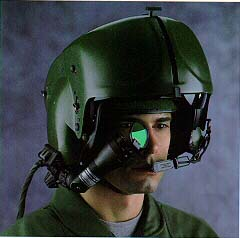
Американская нашлемная система целеуказания и индикации IHADSS (integrated helmet and display sight system) для пилотов боевых вертолётов

На забрало шлема проецируется прицельная метка и отметка цели.

## Перспективы развития
В настоящее время отмечается тенденция к замещению громоздких электроно-лучевых приборов устройствами, использующими жидкокристаллические индикаторы. В качестве экспериментальной разработки существует система, в которой изображение проецируется непосредственно на сетчатку глаза лётчика маломощным лазером (виртуальный ретинальный монитор).
ИЛС используются также для вывода не только символьной информации, но и более сложных изображений — например, для совмещения реального изображения местности и информации, полученной от камер, работающих в инфракрасном диапазоне. В авиации такая система позволяет совершать полёты на предельно малых высотах в условиях ограниченной видимости и ночью.
В автомобильной отрасли с появлением ярких и контрастных OLED-дисплеев начали появляться проекторы, отображающие на лобовом стекле полноцветные изображения.